# Градашница (Пирот)
Градашница је насеље Града Пирота у Пиротском округу. Према попису из 2022. има 333 становника (према попису из 2002. било је 412 становника).

## Историја
Место Градашница 1688/1689. године помиње се у "номоканону" 15-17. века српске рецензије из манастира Поганово. То место је у 19. веку у Пиротском округу (1884).
У Градашници је 1886. године озидана православна црква посвећена Св. Параскеви.
Школа је радила у оквиру цркве првобитно све док није отворена посебна зграда Школе 1887. године. Исте године је школа затворена због отварања основне школе у селу Добри До. Деца су ишла у школу у Пироту и селима Извор, Добри До или Велики Суводол. После Првог светског рата, отпочиње се са радом 1919. године. Изграђена је нова зграда школе 1926. године.
Поред цркве Свете Параскеве, у селу се налази и изузетно стара црква Светог Влаха.
У минулим временима, основне приходе мештани Градашнице стицали су од пољопривредне производње, виноградарства и нарочито од мноштво воденица којих је било на Градашничкој реци. Те воденице задовољавале су потребе не само Пирота, већ и великог броја околних села. Најпознатија воденица на Градашничкој реци била је Бегова кула подигнута почетком 19. века, која је потом до урушавања имала статус споменика културе.

## Родови фамилија
- 1. Базовци су фамилија која је пореклом из села Базовик. Најстарији предак је Коста па отуд и презиме Костић.
- 2. Волејини су једна од најстаријих породица у Градашници. Најстарији предак - Цветко.
- 3. Живкови или Потини су фамилија чији је најстарији предак Пота.
- 4. Дуркови или Џонини су фамилија крупних и јаких људи. Џона је имао једног сина - Ћира.
- 5. Лелебабини су добили име по легенди када је неко од деце из ове фамилије, уплашено од Турака викало по кући: "Леле бабо, Крџалије!". Ово је једна од најстаријих породица. Најстарији познати предак је Станко. Презимена: Станковић и Јовановић.
- 6. Височање су се доселили из села Браћевци код Висока. Најстарији предак им је Мина Ранчић.
- 7. Полицајини су фамилија чији је најстарији предак Ћира а његов син се звао Цветко.
- 8. Мазничови су фамилија поп Мазна - Цветка.
- 9. Вурдини или Невљани су староседелачка породица. Најстарији предак је Анта.
- 10. Коркмини су фамилија чији је предак Анта Јовановић Коркма.
- 11. Љутини се претежно презивају Миленковић по претку Миленку. Има и презимена Пешић и Димитријевић.
- 12. Дањини су добили име по надимку најстаријег претка - Мита Дања.
- 13. Џућини и Пешћини носе назив по Џуку и његовом сину Пеши. Ово су богате породице које су имале воденицу и ваљавницу.
- 14. Џиџанови су староседелачка породица. Име су добили по томе што су ситније грађе па су их звали џивџани - врапце. Најстарији предак им је Ћира Антић Џиџанов.
- 15. Панагонови - Студенткови потичу од непознатог претка који је имао два сина: Мину и Ђорђа.
- 16. Височање су досељени из села Висок а најстарији предак им је деда Ранча.
- 17. Шуманови су староседелачка породица а име су добили по претку који је био хајдук и увек је био у шуми. Најстарији предак им је Јован који је пореклом из села Паклештица.
- 18. Шајтини, Ташкови, Мурџини и Сурлини потичу од истог претка - Иге који је имао четворо деце: Манча, Цека, Ђора и Петар.
- 19. Чарлини су фамилија која је најстарија у Градашници. Непознати предак је имао три сина: Крсту, Пешу и Петра. Презиме: Петровић.
- 20. Тодорћинису фамилија чији је предак деда Џуна Гогић. Имао је три сина: Нацу, Ђору и Милана.
- 21. Рашини су породица чије је презиме Рашић од претка Раше. Појављује се и презиме Тричковић у овој фамилији.
- 22. Чулини су фамилија чији је предак Станко.
- 23. Топлодолци су једина породица која се ту доселила после Другог светског рата. Доселио се најпре Бранко Ћирић са женом Спасом.
- 24. Шанини су фамилија чији је најстарији предак Петар Пенчић.
- 25. Векајини су фамилија чији је предак Андреја. Презимена ове фамилије су Манојловић и Манић.
- 26. Пачаризови су стара фамилија а порекло воде од неког претка који се звао Пачариз. Презиме им је Јовановић.
- 27. Ценђини воде порекло од претка Гмитра који је имао два сина и кћер.
- 28. Коленови или Куленови су породица која је изгубила сваки траг у овом селу. Једине особе којих се сећају мештани су баба Марица и њена сестра Јона.
- 29. Шулејини и Марђини су пореклом из села Топли До. Најстарији предак је Пеша. Имао је два сина и кћер: Спаса, Марга и Голуб.

## Демографија
У насељу Градашница живи 325 пунолетних становника, а просечна старост становништва износи 40,4 година (40,3 код мушкараца и 40,5 код жена). У насељу има 126 домаћинстава, а просечан број чланова по домаћинству је 3,27.
Ово насеље је великим делом насељено Србима (према попису из 2002. године), а у последња три пописа, примећен је пад у броју становника.
|  |

| Демографија | Демографија | Демографија |
| Година      | Становника  | Становника  |
| ----------- | ----------- | ----------- |
| 1948.       | 690         |             |
| 1953.       | 695         |             |
| 1961.       | 698         |             |
| 1971.       | 657         |             |
| 1981.       | 660         |             |
| 1991.       | 452         | 450         |
| 2002.       | 412         | 412         |

| Етнички састав према попису из 2002.‍ | Етнички састав према попису из 2002.‍ | Етнички састав према попису из 2002.‍ | Етнички састав према попису из 2002.‍ | Етнички састав према попису из 2002.‍ |
| ------------------------------------ | ------------------------------------ | ------------------------------------ | ------------------------------------ | ------------------------------------ |
|                                      |                                      |                                      |                                      |                                      |
| Срби                                 | Срби                                 |                                      | 380                                  | 92,23%                               |
| Роми                                 | Роми                                 |                                      | 30                                   | 7,28%                                |
| Југословени                          | Југословени                          |                                      | 2                                    | 0,48%                                |
| непознато                            | непознато                            |                                      | 0                                    | 0,0%                                 |

| Година пописа     | 1948. | 1953. | 1961. | 1971. | 1981. | 1991. | 2002. |
| ----------------- | ----- | ----- | ----- | ----- | ----- | ----- | ----- |
| Број домаћинстава | 119   | 131   | 155   | 166   | 172   | 135   | 126   |

| Број чланова      | 1  | 2  | 3  | 4  | 5  | 6 | 7 | 8 | 9 | 10 и више | Просек |
| ----------------- | -- | -- | -- | -- | -- | - | - | - | - | --------- | ------ |
| Број домаћинстава | 26 | 25 | 17 | 30 | 14 | 8 | 4 | 0 | 1 | 1         | 3,27   |

| Пол    | Укупно | Неожењен/Неудата | Ожењен/Удата | Удовац/Удовица | Разведен/Разведена | Непознато |
| ------ | ------ | ---------------- | ------------ | -------------- | ------------------ | --------- |
| Мушки  | 161    | 37               | 109          | 11             | 4                  | 0         |
| Женски | 177    | 33               | 109          | 33             | 2                  | 0         |
| УКУПНО | 338    | 70               | 218          | 44             | 6                  | 0         |

| Пол    | Укупно                    | Пољопривреда, лов и шумарство | Рибарство                            | Вађење руде и камена | Прерађивачка индустрија       |
| ------ | ------------------------- | ----------------------------- | ------------------------------------ | -------------------- | ----------------------------- |
| Мушки  | 84                        | 3                             | 0                                    | 0                    | 48                            |
| Женски | 51                        | 1                             | 0                                    | 0                    | 38                            |
| УКУПНО | 135                       | 4                             | 0                                    | 0                    | 86                            |
| Пол    | Производња и снабдевање   | Грађевинарство                | Трговина                             | Хотели и ресторани   | Саобраћај, складиштење и везе |
| Мушки  | 1                         | 9                             | 2                                    | 2                    | 5                             |
| Женски | 0                         | 0                             | 3                                    | 2                    | 0                             |
| УКУПНО | 1                         | 9                             | 5                                    | 4                    | 5                             |
| Пол    | Финансијско посредовање   | Некретнине                    | Државна управа и одбрана             | Образовање           | Здравствени и социјални рад   |
| Мушки  | 0                         | 1                             | 3                                    | 0                    | 1                             |
| Женски | 1                         | 0                             | 0                                    | 2                    | 4                             |
| УКУПНО | 1                         | 1                             | 3                                    | 2                    | 5                             |
| Пол    | Остале услужне активности | Приватна домаћинства          | Екстериторијалне организације и тела | Непознато            | Непознато                     |
| Мушки  | 5                         | 0                             | 0                                    | 4                    | 4                             |
| Женски | 0                         | 0                             | 0                                    | 0                    | 0                             |
| УКУПНО | 5                         | 0                             | 0                                    | 4                    | 4                             |